# ماگانیا
ماگانیا (به اسپانیایی: Magaña) یک دهستان در اسپانیا است که در سریا واقع شده‌است.

## خصوصیات
ماگانیا ۵۸ کیلومترمربع مساحت و ۱۰۸ نفر جمعیت دارد.